# NGC 4964
NGC 4964 este o galaxie activă situată în constelația Ursa Mare. A fost descoperită în 14 aprilie 1789 de către William Herschel.